# OMA (Zeitzeichensender)
OMA war das Rufzeichen eines Zeitzeichensenders in Liblice, Tschechoslowakei. Er sendete auf Langwelle bei 50 kHz mit einer Sendeleistung von 5 kW. Am selben Standort war auch das Kurzwellen-Zeitzeichen OLB5 stationiert.
Als Sendeantenne für die Übertragung auf Langwelle diente eine T-Antenne, welche zwischen zwei von 1929 bis 1931 errichteten, 150 Meter hohen freistehenden Stahlfachwerktürmen gespannt war.
Beide Signale sendeten Sekundenpunkte mit Minutenkennung und arbeiteten – im Gegensatz z. B. zu den russischen Sendern – im Dauerbetrieb mit einstündiger Servicepause von 10 bis 11 Uhr. Sie wurden 1995 stillgelegt.
Am 11. August 2004 wurden die beiden Türme gesprengt.